# Assunzione della Vergine (Peterzano)
L'Assunzione di Maria è un dipinto a olio su tela di Simone Peterzano e conservato come pala d'altare della sesta cappella nella chiesa di Santa Maria della Passione di Milano.

## Storia
La tela conservata nella sesta cappella della chiesa mariana, originariamente aveva un'altra collocazione, ornava infatti la cappella a fianco del presbiterio che aveva in giuspatronato della famiglia Pirovano fin dal 1504 con Matteo Pirovano ambasciatore di Lodovico il Moro, come testimoniano le lapidi presenti. In questo spazio rimane anche la tomba di Giacomo Pirovano voluta dal figlio Maffeo II nel 1552. Il lascito testamentario di Maffeo II indica la sua volontà di essere seppellito nella sua cappella della Passione nel sepolcro paterno e che sopra l'altare di detta cappella si metta un'ancora di Maria Vergine Assunta  lascito del 1580, a lui si deve quindi il desiderio del dipinto, che fu forse realizzato solo dopo la sua morte avvenuta il 20 agosto 1587 e commissionata dai nipoti Filippo e Carlo.
Nel 1613 oggetto di attenzione da parte dei Canonici Lateranensi che chiesero di poter gestire la cappella e porvi il secondo organo. Fu in questa occasione che il dipinto cambiò di collocazione venendo posto nella sesta cappella.
La chiesa conserva altre due opera di Peterzano:Madonna col Bambino e sante, e Annunciazione

## Descrizione
Il dipinto si divide in due parti, quella inferiore, raffigurante la parte terrena, dove gli apostoli posti presso il sepolcro vuoto che conteneva le spoglie della Vergine, risultano increduli ma che con lo sguardo volto verso il cielo. Nella sezione superiore la Madonna posta su di una nube è circondata da angeli e putti che l'accompagnano verso la luce del paradiso. Il suo sguardo è ormai rivolto verso l'alto dimentica della terra.
Del dipinto il Castello Sforzesco conserva i disegni preparatori, anche se non sono sempre riconducibili a questa pala, ma studi che poi l'artista userà nei suoi diversi lavori secondo il suo abituale modus operandi. Anche in considerazione che Peterzano eseguì altri dipinti sul medesimo tema. In particolare uno indicato dal suo amico e pittore Giovanni Paolo Lomazzo: In questa tavola è dipinta l'Assunzione della Beata Vergine tutta circondata di angeli con suoni e canti e Cristo suo figliuolo che gli discende incontro circondato anch'egli d'ogn'intorno d'angeli per compire la maestà. Secondo la storica dell'arte Maria Teresa Fiorio sarebbe identificabile nella tela presente di Vertemate dedicata ai santi Pietro e Paolo.